# Tetris

Tetris für den Game Boy, eine sehr populäre Tetris-Version (1989)

Tetris (russisch Тетрис) ist ein puzzleartiges Computerspiel des russischen Programmierers Alexei Paschitnow, der die erste spielbare Version am 6. Juni 1984 auf einem Elektronika-60-Rechner fertigstellte. Tetris gilt heute als Computerspiel-Klassiker, dessen Ableger sich bis heute insgesamt über 425 Millionen Mal verkauft haben, vielfach ausgezeichnet wurden und für mehr als 65 Computerplattformen erschienen.

## Spielprinzip

Die Tetris-Bausteine I, J, L, O, S, T und Z (auch Tetrominos genannt)

Das Spielprinzip von Tetris lehnt sich an das des Puzzlespiels Pentomino an; im Unterschied zu diesem arbeitet Tetris jedoch nur mit sieben (statt zwölf) Formen und die Formen sind nicht Pentominos, sondern Tetrominos (und ihre gespiegelten Formen). Diese – stets aus vier Quadraten zusammengesetzten – Formen werden häufig mit lateinischen Buchstaben bezeichnet, denen sie ähneln: das I, das O und das T sind achsensymmetrisch, bei den übrigen gibt es die jeweils spiegelbildlichen Varianten J/L sowie S/Z. Abgeleitet von dem mathematischen Begriff Tetromino (aus vier Quadraten bestehende Form) existiert die Bezeichnung Tetrimino speziell für die Tetris-Spielsteine. Ursprünglich sollten die Tetrisformen aus fünf Quadraten bestehen, was den Entwicklern aber ein zu hoher Programmieraufwand war.
Vom Spieler müssen die einzeln vom oberen Rand des rechteckigen Spielfelds herunterfallenden Tetrominos in 90-Grad-Schritten gedreht und von der Mitte nach rechts oder links verschoben werden, sodass sie am unteren Rand horizontale, möglichst lückenlose Reihen bilden. Sobald eine horizontale Reihe komplett ist, verschwindet diese. Alle darüberliegenden Reihen rücken nach unten und geben damit einen Teil des Spielfeldes wieder frei. Für das gleichzeitige Tilgen mehrerer Reihen erhält der Spieler eine höhere Punktzahl pro Reihe als für eine einzelne. Der Name des Spiels rührt von dem altgriechischen Wort tetra (dt.: „vier“) und bezeichnet die Zahl der Quadrate pro Tetromino. So wird das gleichzeitige Tilgen von vier Reihen auch umgangssprachlich als Tetris bezeichnet.

Physikalische Unkorrektheit der Spielmodellierung beim klassischen Tetris: ein Spielstein schwebt in der Luft

In der ursprünglichen Form des Spiels verhalten sich die Spielsteine physikalisch nicht korrekt. Die Tetrominos bleiben in der Position liegen, in der sie landen, statt gemäß Gravitation zu kippen. Die nachrückenden Reihen füllen in vielen Versionen keine vorher vorhandene Lücke auf. Auf diese Weise können Tetrominos das Vervollständigen darunterliegender Reihen erschweren. Wenn eine bestimmte Anzahl entfernter Reihen erreicht worden ist, wird die Fallgeschwindigkeit der Tetrominos erhöht. Das Spiel endet, sobald sich die nicht abgebauten Reihen, also jene mit Lücken, bis zum oberen Spielfeldrand aufgetürmt haben.
2002 zeigten Erik Demaine, Susan Hohenberger und David Liben-Nowell, dass die verallgemeinerte Version (beliebig großes Spielfeld) NP-vollständig ist.

## Geschichte

### Idee und Erfolg im Ostblock
Der Russe Alexei Paschitnow, damals beim Dorodnitsyn-Computer-Zentrum der Sowjetischen Akademie der Wissenschaften in Moskau angestellt, kam im Frühling 1984 auf die Idee, das Puzzlespiel Pentomino, das er aus seiner Kindheit kannte und sehr mochte, in ein Computerspiel umzusetzen. Die erste Version, von Paschitnow auf seiner Elektronika 60 entwickelt und noch ohne Sound und Farbe, war bald fertig und zog nach und nach die ganze Belegschaft in ihren Bann. Paschitnow gab dem Spiel den Namen Tetris, als Kombination aus Tetromino und Tennis. Wadim Gerassimow übertrug das Spiel kurze Zeit später auf einen IBM-PC. Im Sommer 1985 entstand die erste Farbversion, die Paschitnow dann auch nach außen weitergab. Das Spiel wurde immer weiter kopiert und breitete sich schnell in der Sowjetunion und danach im ganzen Ostblock aus.

### Erste Verkäufe im Westen
Ungarn war zu der Zeit recht erfolgreich mit dem Export von Puzzlespielen und Computertechnik, sodass dort der Geschäftsmann Robert Stein von Andromeda Software erstmals auf Tetris aufmerksam wurde. Seine Anfrage beim Computerzentrum wurde recht emotionslos aufgenommen, da man dort Tetris wenig ernst nahm. Steins Angebot beantwortete man aber mit der Bekundung von Interesse. Da formlose Vereinbarungen in der Softwareindustrie üblich waren, sah dieser die Antwort als Zusage an. Er nahm Kontakt mit Mirrorsoft auf, dem Softwareflügel der Maxwell Corporation, die 1986 zu den großen britischen Medienimperien gehörte. Auch bei Mirrorsoft fand das Spiel großen Anklang. Stein gelang zudem der Verkauf an Spectrum HoloByte in Kalifornien.

### Kampf um die Videospiellizenz
Als aber die erste Version auf dem Markt erschien, erhielt Stein ein Telex von Elektronorgtechnica („Elorg“), einer in Moskau ansässigen Staatsfirma, die für die zentrale Vermarktung von sowjetischen Softwareprodukten zuständig war. Diese erklärte ihm, dass die Rechte nie vergeben worden waren. Stein gelang es aber bei einem Besuch in Moskau, die Rechte für Personal- und Heimcomputer zu erhalten.
Der große Spielemarkt lag damals aber bei den Spielkonsolen, sodass Mirrorsoft mit Atari Games Kontakt aufnahm, eine Version für diese zu produzieren. Allerdings war man sich nicht bewusst, dass man die Rechte für diese Gerätegattung gar nicht besaß.
Henk Rogers vom japanischen Publisher Bullet Proof Software entdeckte das Spiel 1987 auf der Unterhaltungselektronik-Messe CES am Stand von Spectrum Holobyte und bemühte sich um die Verwertungsrechte für den japanischen Markt. Die Lizenz für Computer-Umsetzungen erhielt er direkt von Spectrum Holobyte. Die Rechte für TV-Spielkonsolen erhielt Rogers von Atari Games und veröffentlichte auf dieser Grundlage 1988 in Japan eine Version für die Famicom-Konsole.
Bei Nintendo wollte man Tetris bei der Markteinführung dem neu entwickelten Game Boy beilegen. Henk Rogers sollte daher Nintendo schnell die Rechte sichern. Robert Stein hatte diese schon mit Mirrorsoft weitgehend abgeklärt, wollte Rogers aber als potenziellen Abnehmer für andere Software bei der Stange halten.
Obwohl sich das Spiel erfolgreich verkaufte, blieben die Lizenzzahlungen in der Verwertungskette hängen, sodass Elorg nie die vereinbarten Zahlungen von Andromeda Software erhielt. Nikolai Belikow untersuchte bei Elorg im Auftrag der sowjetischen Regierung den Fall. Die Angelegenheit wurde zunehmend ein Politikum, da der Chef der Maxwell Corporation, Robert Maxwell, einer der reichsten Männer der Welt war und gute Kontakte zu Gorbatschow hatte.
Da nicht gezahlt wurde, blieben die weiteren Verhandlungen stecken. Rogers fühlte sich von Stein hingehalten und flog selbst nach Moskau. Auch Stein war in Moskau, und Mirrorsoft hatte heimlich Kevin Maxwell, den Sohn von Robert Maxwell, geschickt, um sich die Rechte zu sichern. Während die beiden Termine bei Elorg hatten, kam Rogers unvorbereitet und unerwartet nach Moskau. So ergab es sich, dass alle drei am selben Tag bei Elorg erschienen, wobei man allerdings vermied, dass sie sich begegneten. Rogers war der erste und zeigte Belikow die japanische Tetris-Version, die bei Atari Games und damit indirekt bei Robert Stein lizenziert war. Es stellte sich heraus, dass die Rechte dafür gar nicht an Stein vergeben worden waren. Rogers war schockiert, offerierte aber seine guten Kontakte mit Nintendo. Stein war der zweite Besucher des Tages und hatte gehofft, er könnte sich weitere Rechte an Tetris sichern, sah sich dann aber wegen der Lizenzüberschreitungen und ausbleibenden Zahlungen nur mit Vorwürfen konfrontiert. Maxwell erschien als dritter und brach die Verhandlungen schnell ab, da ihm die Lizenzverstöße bis dahin unbekannt waren und er zuerst Rücksprache halten musste.
Belikow gelang es durch eine geschickte Verhandlungstaktik, die Rechte für Stein präzise auf bestimmte Geräte einzugrenzen, ohne dass sich dieser dessen bewusst war. Letztendlich legte der neue Vertrag weitgehend die sowieso schon abgeschlossenen Rechte fest. Rogers hatte sich derweil mit Paschitnow angefreundet. Da Maxwell zudem arrogant auftrat, entschied Elorg sich, die Handheld-Rechte an Rogers zu vergeben. Bei Nintendo wollte man sich auch die Konsolenrechte sichern und flog heimlich nach Moskau und schloss dort einen Vertrag mit Elorg ab, der einen Betrag von 500.000 US-Dollar zuzüglich 0,50 US-Dollar pro Kopie festlegte.

### Politischer Druck
Als man sich bei Maxwell bewusst wurde, dass man die Rechte nicht erhalten hatte, war man wütend und drohte am 23. März 1989 in einem Telex an Belikow, bei Gorbatschow persönlich bei dessen Staatsbesuch in Großbritannien Druck auszuüben. Belikow wurde auch von sowjetischer Seite unter Druck gesetzt, aber da die Situation sich durch die Perestroika verändert hatte, waren die Auswirkungen für ihn nicht so fatal, wie sie noch wenige Jahre zuvor hätten ausfallen können.

### Desaster für Atari Games und Maxwell
Für Atari Games entwickelte sich die Angelegenheit zu einem Desaster und wurde so zu einem der Gründe für den Niedergang der Firma. Man hatte schon Millionen in Entwicklung und Vermarktung investiert, als Nintendo die Firma davon in Kenntnis setzte, dass sie die Videospielrechte nicht hätten. Atari Games’ Konsolenspieltochter Tengen brachte das Produkt im Mai 1989 trotzdem auf den Markt und Atari Games strengte einen Prozess gegen Nintendo an, bei dem Belikow als Zeuge aussagen sollte. Dieser wurde vor seinem Abflug vor einen staatlichen Ausschuss zitiert, wo man ihm drohte, ihn für alle Verluste verantwortlich zu machen, die der Sowjetunion entstehen würden, wenn Atari Games den Prozess gewinnen würde. Im November 1989 fiel die Entscheidung zugunsten Nintendos. Atari Games musste Hunderttausende von Spielemodulen in ihrem Lager vernichten.

### Nintendos und Paschitnows größter Erfolg
Für Nintendo wurde Tetris ein großer Erfolg. Sie verkauften acht Millionen Kopien für das Nintendo Entertainment System. Der Game Boy wurde auch durch das im Lieferumfang enthaltene Tetris zu einem Erfolg und verkaufte sich insgesamt 70 Millionen Mal.
Paschitnow erhielt allerdings nichts aus den gezahlten Geldern und entschied sich 1991, in die USA auszuwandern und in Seattle eine Firma aufzubauen. Zwischen 1996 und 2005 arbeitete er für Microsoft. Die ursprünglich vergebenen Rechte liefen ebenfalls 1996 aus, sodass er von da an auch Geld für das von ihm entwickelte Spiel erhielt. Allerdings machten die Gewinne zu diesem Zeitpunkt nur noch einen Bruchteil der in den vorangegangenen Jahren gezahlten Summen aus.

## Versionen

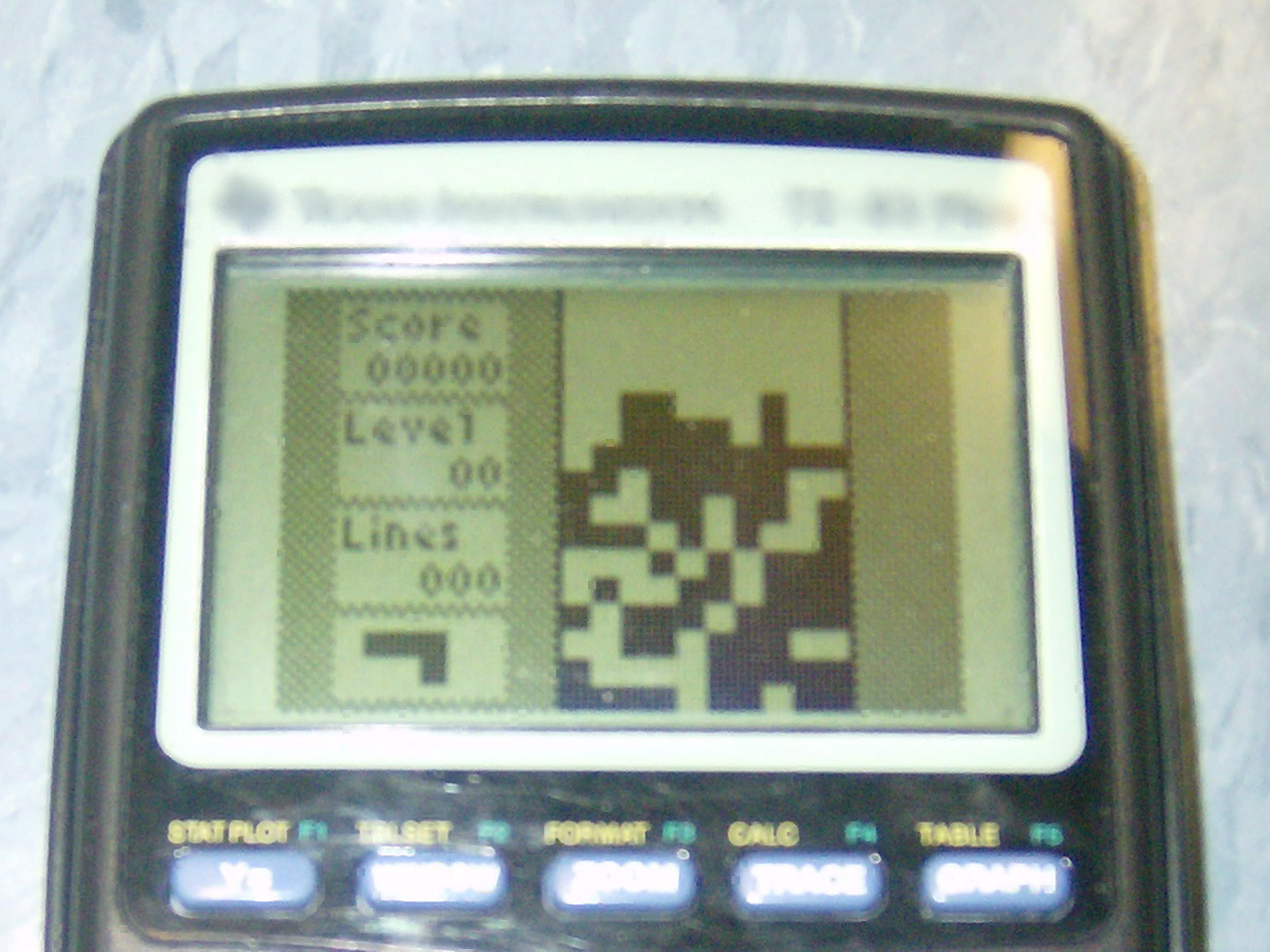
Tetris auf einem TI-83-Plus-Taschenrechner

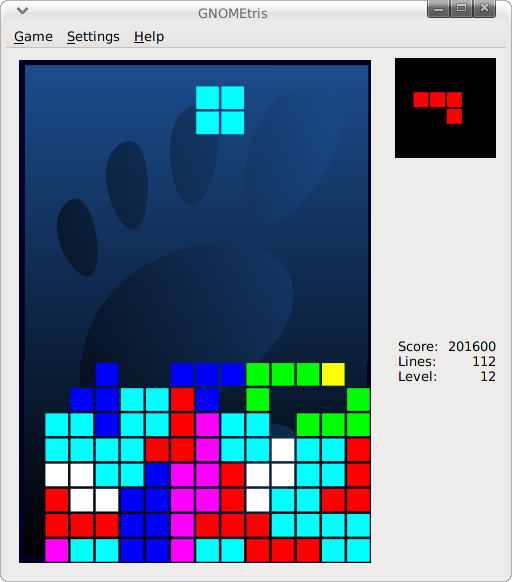
GNOMEtris: ein freier Klon von Tetris

Tetris ist wie kaum ein anderes Spiel kopiert und nachgeahmt (Software-Klone) worden und in vielen Versionen und Variationen für nahezu jedes System erschienen. Schon bald erschienen Ende der 1980er-Jahre Tetris-Spiele von Herstellern wie Atari, THQ und Nintendo für verschiedene Heimcomputer und stationäre Arcade-Systeme.

### Tetris für den Game Boy und Game Boy Color
Die monochrome Version von 1989 für die tragbare Spielekonsole Game Boy von Nintendo wurde sehr populär und erfolgreich, da die ersten Game Boys zusammen mit einem Tetris-Modul ausgeliefert wurden. Die Game-Boy-Variante von Tetris kann mit zwei Game Boys über ein Link-Kabel zu zweit gespielt werden. Durch gleichzeitiges Abbauen von zwei oder mehr Zeilen kann man dem Gegner eine unvollständige Zeile von unten in sein Spielfeld schieben. Zwei komplette Zeilen ergeben eine Zeile beim Gegner, drei Zeilen entsprechend zwei. Nur bei einem „Tetris“ – also vier Zeilen auf einmal – werden auch vier Zeilen zum Gegner geschickt. Die Zeilen enthalten eine freie Spalte, wodurch sie, falls diese Spalte nicht durch andere Steine verdeckt ist, mit einer passenden Form eliminiert und so zurückgeschickt werden können.

### Tetris für das Nintendo Entertainment System (NES)
Die im 1989 für das Nintendo Entertainment System (NES) veröffentlichte Version markiert die erste offizielle Konsolenversion von Tetris, die von Nintendo entwickelt und veröffentlicht wurde. Wie auch in der Game-Boy-Version bietet das Spiel zwei Spielmodi, A-Typ und B-Typ, mit unterschiedlichen Zielen und Spielmechaniken. Allerdings gibt es keinen Mehrspielermodus. Im A-Typ ist das Ziel, die höchstmögliche Punktzahl zu erreichen. Während man Zeilen von Blöcken löscht, steigt das Level und die Geschwindigkeit der fallenden Blöcke nimmt zu. Bei der NTSC-Version fallen ab Level 29 die Spielsteine mit 1 Gitterzelle pro Bild, was bis Anfang der 2020er-Jahre selbst für professionelle Spieler zu schnell war und daher als „Kill Screen“ bezeichnet wird. Im B-Typ beginnt das Spielfeld mit zufällig platzierten Hindernisblöcken am unteren Rand, und das Ziel ist es, 25 Zeilen zu löschen. Hier bleibt das Level konstant, während der Spieler die Höhe der Hindernisse vorab wählt.
Diese Version von Tetris hat eine reiche Geschichte im Wettbewerbsumfeld, darunter jährliche Turniere wie das Classic Tetris World Championship (CTWC), bei dem Spieler um die höchste Punktzahl konkurrieren.
Am 21. Dezember 2023 hat der 13-jährige US-Amerikaner Willis Gibson als erster Mensch Tetris über den „Kill Screen“ hinaus bis zum Crash der Konsole durchgespielt. Der Crash ist erstmals bei Level 155 möglich, dazu müsste eine einzelne Linie gefüllt werden. Gibson füllte versehentlich drei Linien, sodass er die nächste Gelegenheit in Level 157 nutzte. Seit Spielbeginn hatte er 1511 Linien gefüllt.
Der Tetris-Rekord war das Ergebnis mehrerer Innovationen der Spielweise: Die Richtung einfach gedrückt zu halten, war ab Level 29 zu langsam. Nachdem Spieler auch mit Hypertapping, also extrem schnellem Betätigen der Richtung auf dem kreuzförmigen D-Pad, nur wenige Level über den „Kill Screen“ hinauskamen (EricICX schaffte es 2020 auf Level 38), adaptierten die Spieler eine Technik namens Rolling, bei der drei bis fünf Finger genutzt werden, um über die Richtungstaste zu „rollen“. Die Inspiration hierzu kam durch Hector Rodriguez’ Nutzung der Technik bei der Arcadeversion von Track & Field. Durch einen TAS von Greg Cannon aus dem Jahr 2021 inspiriert, bei dem das Spiel auf Level 237 crashte und der zur Beschreibung des Crashs frühestens bei Level 155 führte, kam es zum Rennen um den ersten menschlichen Crashscreen. Im August 2022 erreichte EricICX Level 146. Ein Jahr später erreichte PixelAndy Level 148, wobei sich jedoch die Farbpalette des Spiels änderte und alles nur noch schwer zu sehen war. Willis Gibson erreichte am 19. Dezember 2023 Level 153, obwohl auf seinem Fernsehgerät einige Steine nicht mehr zu sehen waren. Zwei Tage später erreichte er den Crash bei Level 157. Durch perfektes Spiel könnte theoretisch ein Crash ganz vermieden werden und Level 255 geschlagen werden, wonach durch einen Overflow wieder Level 0 erreicht würde. Dieser „Rebirth“ gelang dem Spieler Dogplayingtetris im Oktober 2024 in einem Livestream; er erreichte das Level 255, spielte danach weitere 40 Minuten und erreichte den Highscore von 29 486 164. Dabei verwendete Dogplayingtetris eine modifizierte Version des Spiels, bei der ein Crash nicht auftreten kann.

### Tetris für Windows
1989 war Tetris inklusive Verweis auf Alexei Paschitnow und Wadim Gerassimow im ersten Microsoft Windows Entertainment Pack für 16-Bit-Windows enthalten. Die Windows-Version selbst ist von Dave Edson.

### Tetris für Xbox 360 und Arcade
Ab 1998 erschien mit Tetris: The Grand Master eine Arcade-Serie sowie eine Version für Xbox 360.

### Tetris für den Nintendo DS
Für den Nintendo DS sind zwei Tetris-Spiele bekannt. Tetris DS erschien am 20. April 2006 und bot einige klassische Spielmodi, die auf den Touchscreen des Nintendo DS angepasst waren. Tetris Party Deluxe ist ein weiteres Tetris-Spiel, das am 3. September 2010 erschienen ist. Spieler haben nun auch die Möglichkeit, selbst Rätsel zu erstellen. Das Spiel ist auch für Nintendo Wii erschienen.

### Tetris für den Nintendo 3DS
Für den Nintendo 3DS erschien am 21. Oktober 2011 das Spiel Tetris. Mittels der AR-Funktionen des Handhelds ist es möglich, das Spielfeld in die Umgebung zu projizieren, außerdem können alle 20 Spielmodi in 3D gespielt werden. Ebenfalls neu ist ein 8-Spieler-Online-Modus.

### Tetris für die PlayStation 4, Xbox One und Xbox Series X|S
Erschien am 9. November 2018 für die PlayStation 4 und kann optional mit der PSVR gespielt werden. Das Spiel wurde von der Tetris Corporation lizenziert. Im Juli 2019 wurde eine Windows-Version des Spiels veröffentlicht. Am 10. November 2020 folgten Fassungen für Xbox One und Xbox Series S/X.

### Tetris 99 für die Nintendo Switch
Für die Nintendo Switch ist am 13. Februar 2019 Tetris 99 erschienen. Diese Version kombiniert das klassische Gameplay mit einer Art Battle-Royale-Modus. Das bedeutet, es spielen bis zu 99 Spieler online gegeneinander Tetris. Ziel des Spiels ist es, als letzter übrig zu bleiben und das Tetris-Spiel am Laufen zu halten. Ebenso wird es möglich, aktiv gegen seine Konkurrenten vorzugehen, indem man eigene aufgelöste Blöcke nach Wahl bestimmten Gegnern zuweisen kann, auf deren Bildschirm sie dann erscheinen. So enthält Tetris 99 auch eine taktische Komponente.

### Weitere Versionen
Tetris zählt zu den von Fremdherstellern und Hobbyprogrammierern am meisten nachgeahmten und geklonten Computerspielen überhaupt. Beispielsweise gibt es selbst für den Commodore 64 über 100 Varianten des Spiels, da viele Hobbyprogrammierer selbst neue Versionen erstellen. Für Unix Desktop Environments wie Gnome oder KDE wurden später Tetris-Klone erstellt. Auch für Editoren wie Emacs oder Vim gibt es entsprechende Nachahmungen; GNU Emacs wird standardmäßig mit einer Variante von Tetris ausgeliefert. Von Electronic Arts erschienen Versionen für diverse Mobiltelefone.

## Rezeption
Die Umsetzung für den Amiga besäße eine problemlose Steuerung sowohl mit Joystick als auch mit Tastatur. Die Grafik war auch fünf Jahre nach Erscheinen schon eher einfach gehalten.
Als insgesamt beste Version zwischen den Portierungen und bestes Spiel für den GameBoy bewertete Power Play in Ausgabe 4/1990. Insbesondere die Möglichkeit zwei Geräte miteinander zu verbinden und gegeneinander zu spielen wurde hervorgehoben.
In der Zeitschrift Aktueller Software Markt wurde die Grafik als für das Spiel ausreichend und die Umsetzung insgesamt für das Nintendo Entertainment System als gelungen bewertet. Für Heinrich Lenhardt von Power Play sei das Spielprinzip fesselnd. In der NES-Fassung fehle lediglich der Zweispielermodus.
Der Videospielautomat von Atari sei eine gelungene Umsetzung des Originals, der das Spielprinzip um weitere Innovationen ergänzt. Das friedfertige Spielprinzip steche positiv hervor. Der Zweispielermodus schaffe einen zusätzlichen Reiz. Die Grafik sei nicht umwerfend, es gäbe jedoch liebevolle Details.

### Einfluss

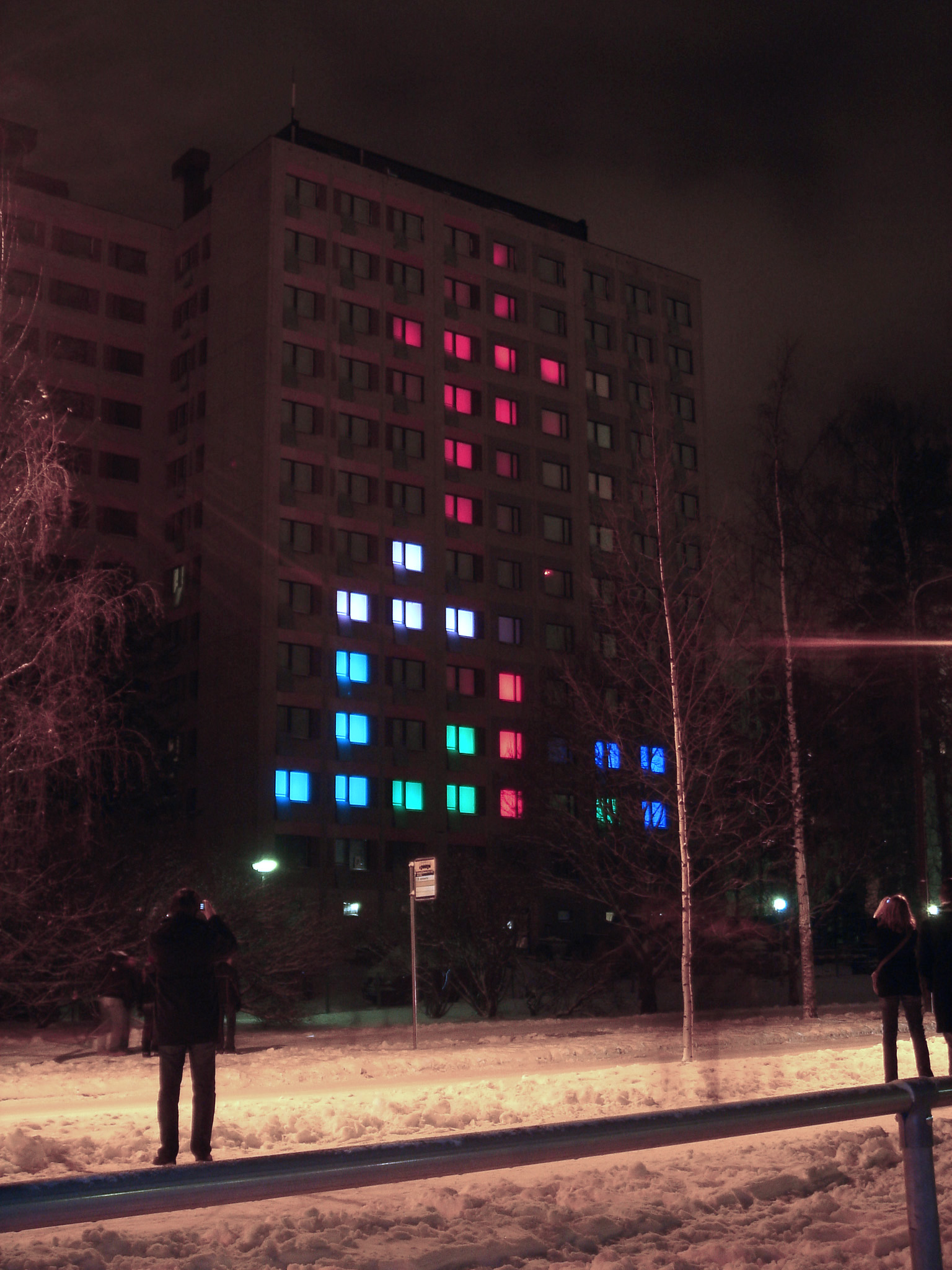
Über die Fensterbeleuchtung des finnischen Studentenwohnheims Mikontalo der Technischen Universität Tampere wurde auch Tetris gespielt (2007)

Tetris gilt inzwischen als Computerspiel-Klassiker und wurde später retrospektiv als „Mutter aller Casual Games“ bezeichnet, als früher Ursprung oder Vorläufer dieses später sehr erfolgreichen Computerspiel-Genres. Tetris war auch abseits der Computerspielbranche einflussreich; so inspirierte es beispielsweise auch Geschirrhersteller oder wurde auf vielen Gebäuden gespielt, z. B. über die Fensterbeleuchtung.
Es ist auch wie kaum ein anderes Spiel in vielen Versionen und Variationen für nahezu jedes System erschienen: Spielkonsolen, Computer, Mobiltelefone, Portable Media Player, PDAs, Network music players, grafische Taschenrechner und sogar als Easter Egg in Nicht-Media-Produkten wie Oszilloskopen.
Guinness World Records hat Tetris als das Spiel gelistet, welches auf die meisten Systeme portiert wurde; 2011 gibt das Buch 65 verschiedene Plattformen an.
Es wurden zwar viele Versionen von Tetris in den 1980er-Jahren für viele Heimcomputer und Arcade-Systeme verkauft, jedoch war es die enorm erfolgreiche Game-Boy-Version von 1989, welche Tetris’ Ruf als eines der populärsten Spiele überhaupt begründete. Von Tetris wurden mehr als 70 Millionen Kopien verkauft. Bevor das Spiel für Smartphones kostenlos zum Download zur Verfügung gestellt wurde, hatte es sich bis April 2014 bereits über 425 Millionen Mal allein auf Mobiltelefonen verkauft. In der Ausgabe 100 von Electronic Gaming Monthly erschien Tetris auf dem ersten Platz als Greatest Game of All Time. 2007 war Tetris auf dem zweiten Platz in IGNs „100 Greatest Video Games of All Time“ gelistet. Im Jahr 2009 erreichte Tetris den dritten Platz der Top 200 Games of All Time von Game Informer.

### Auszeichnungen
Tetris wurde im März 2007 in die Game Kanon gewählt, eine Liste von Computerspielen, die als Meilensteine gelten.
Das Tetris-Tetromino L konnte 2007 auch den sechsten jährlichen Videospielcharakter-Popularitätskontest der Videospielwebseite GameFAQs für sich entscheiden, obwohl dieses ursprünglich als nicht ernst gemeinte Einreichung gehandelt wurde.
Am 6. Juni 2009 ehrte Google Tetris zum 25. Jahrestag durch eine Anpassung des Logos (Google Doodle) zu einer Version bestehend aus Tetrominos.
Am 29. November 2012 gab das Museum of Modern Art den Erwerb von 14 Computerspielen, darunter Tetris, für eine neue Design-Dauerausstellung in den Philip Johnson Galleries ab März 2013 bekannt. In der Bekanntmachung wurden die Titel als herausragende Vertreter im Bereich des Interaktionsdesigns bezeichnet. Kriterien waren demnach neben der visuellen Qualität und der ästhetischen Erfahrung sämtliche Aspekte, die zur Gestaltung der Interaktion beitragen, etwa die Eleganz des Programmcodes oder das Design des Spielerverhaltens.
In der Traumatherapie wird es eingesetzt um Patienten zu beschäftigen und zu verhindern, dass traumatische Erlebnisse abgespeichert werden.

## Musik

Melodie von Korobeiniki

Bekannt geworden durch ihre eingängige Melodie ist die Musik der Game-Boy-Ausgabe von Tetris (Music A). Es basiert auf dem Lied Korobeiniki, das auf dem 1861 geschriebenen, gleichnamigen Gedicht von Nikolai Alexejewitsch Nekrassow basiert. Dieses Lied hat den Charakter eines russischen Tanzes und wird normalerweise mit einer stetigen Tempobeschleunigung (Accelerando) gespielt.
Music C in der Game-Boy-Version ist eine modifizierte Adaption des Menuetts der dritten Französischen Suite von Johann Sebastian Bach, einer Tanzsammlung für Tasteninstrumente, in h-Moll, BWV 814. Auf dem Game Boy erklingt das zweistimmige Stück in a-Moll.
Doctor Spin, ein kurzlebiges Electronic-Projekt, veröffentlichte 1992 eine Eurodance-Version der Musik, die in die Top 10 der britischen Charts einstieg.
Die berühmte Musik ist auch in dem Spiel Super Smash Bros. Brawl zu finden: Eine orchestrale und volksliedähnliche Variante des Typs A und eine eher arabische Version des Typs B; beide Titel werden in der Stage Luigi’s Mansion gespielt.
Das prominenteste Musikstück der von Nintendo veröffentlichten NES-Version ist der Tanz der Zuckerfee aus dem Ballett Der Nussknacker von Pjotr Iljitsch Tschaikowski.
Die Commodore-64-Version des Spiels hat einen vierstimmigen Soundtrack mit einer Länge von fast 26 Minuten.

## Filme
- Tetris: From Russia with Love, 60-minütige Dokumentation von Magnus Temple (BBC, 2004) (zugehörige Seite unter bbc.co.uk, englisch)
- Tetris (2023), Spielfilm

## Trivia
Das PC-Spiel von Spectrum HoloByte (1987) hatte als Zusatz eine arbeitsspeicherresidente Version des Spieles inkludiert, die mit ihrer Größe von 56 kB in den damals üblicherweise 640 kB großen Arbeitsspeicher geladen und mit der Tastenkombination Strg+C jederzeit ein- und auch wieder ausgeschaltet werden konnte. Das ermöglichte es, eine beliebige Software auszuführen und trotzdem in Sekundenbruchteilen zwischen Tetris und selbiger wechseln zu können. Zudem war diese Version ohne Geräusche oder Musik gehalten. Theoretisch war es dadurch möglich, das Spiel am EDV-Arbeitsplatz unauffällig während der Arbeitszeit zu verwenden: Wäre eine Aufsichtsperson in Sichtweite gekommen, konnte mit der Tastenkombination Strg+C sofort wieder in die aktuelle Arbeitsumgebung gewechselt werden, in der nahtlos weitergearbeitet werden konnte, als hätte es keine Unterbrechung gegeben. Es gab keinerlei sichtbaren Hinweis, dass im Hintergrund Tetris im Pausenmodus wartete und mit erneutem Betätigen von Strg+C der aktuelle Spielstand fortgesetzt werden konnte.
1989 veröffentlichte Rainbow Arts eine 3D-Variante von Tetris namens BlockOut. Bei der Schwierigkeitsstufe Flat Fun sind einfach die herkömmlichen Tetris-Spielsteine aus Würfeln zusammengesetzt.
Im 2015 erschienenen Computerspiel Rise of the Tomb Raider findet sich ein Tetris-Easter-Egg: In der Kupferwerk-Zone findet Lara Croft als Relikt ein Spiel, das ihr irgendwie bekannt vorkommt – Tetris. Den Namen des Spiels nennt sie zwar nicht, aber bei der Betrachtung des Relikts ist die starke Ähnlichkeit unverkennbar.
Bei der Classic Tetris World Championship 2018, in der die Version für das Nintendo Entertainment System (NES) gespielt wurde, erreichte Joseph Saelee Level 30. Er war somit der erste Spieler in der Geschichte von Tetris für das NES, der dies live schaffte.
Im Jahr 2023 gelang es dem 13-jährigen Spieler Willis Gibson (Blue Scuti) während eines Live-Streams, in Tetris für das Nintendo Entertainment System (NES) das Level 157 zu erreichen und dort das Spiel zum Absturz zu bringen. Das theoretisch höchste mögliche erreichbare Level ist Level 255. Danach beginnt das Spiel wieder bei Level 0. Der 16-jährige Michael Artiaga erreichte diesen sogenannten Rebirth mit einer modifizierten Version des Spiels im Oktober 2024.